# Transrapidolyckan i Lathen
Transrapidolyckan i Lathen inträffade den 22 september 2006 när Transrapid 08 kolliderade med en servicevagn nära staden Lathen i Niedersachsen, Tyskland. 23 personer dödades och 11 skadades allvarligt. Det var den första dödsolyckan med ett maglevtåg någonsin.

## Bakgrund
Transrapid 08 testades fortfarande, men användes även för att transportera passagerare längs en 31,8 kilometer lång sträcka, vid försöksanläggningen Transrapid-Versuchsanlage Emsland, för att demonstrera maglevtekniken. Spåret leder från Lathen till Dörpen med en u-sväng i varje ände. Hastigheter på upp till 450 km/h kan nås på sträckan.

## Olyckan
Kollisionen inträffade vid 09:30 på morgonen av den 22 september 2006 ungefär en kilometer utanför Lathen. En servicevagn befann sig på spåret för att kontrollera om där fanns skräp. Transrapid 08 träffade vagnen i över 200 km/h, vilket fick transrapiden att spåra ur och orsakade svåra skador på båda fordon. Taket på transrapidens första vagnar slets av och vrakdelar spreds över ett 400 meter långt område längs spåret. Tågets passagerare bestod av anställda på Transrapid International, arbetare från ett äldrevårdsföretag och arbetare från företaget RWE. Servicevagnens två förare var bland de överlevande.